# Famille du Parc
Pour les articles homonymes, voir Du Parc.
La famille du Parc est une famille subsistante de la noblesse française, d'ancienne extraction, originaire de Basse-Normandie. Sa filiation est suivie depuis 1403. Elle compte parmi ses membres un officier général et un député.

## Histoire
Les membres de la famille du Parc ont fait leurs preuves de noblesse dans le Cotentin et l'Avranchin, comme Bertrand du Parc, seigneur en partie de Cresnay et Avranches, Nicolas du Parc, seigneur de Cresnay, Robert et Guyon du Parc, frères, seigneurs de Mesnil, Barville…
En 1461, Robert du Parc servit en Italie. Ses deux fils périrent au service du roi : Jean du Parc qui combattit en 1450 les Anglais et devint en 1477, bailli de Vire, et Bertrand gouverneur d'Avranches qui accompagna Charles VIII dans la conquête de Naples. Nicolas du Parc, mort aux Cresnays en 1569 des suites de ses blessures reçut lors des guerres contre Charles Quint. Il avait épousé la nièce de Gilles de Gouberville, Jacqueline de Crux.
Cette famille est maintenue en la noblesse en 1666 dans l’élection de Valognes.
Constantin du Parc de Barville est reçu aux honneurs de la Cour les 11 avril et 2 mai 1788 avec le titre de comte du Parc de Barville. Il a produit ses preuves auprès du généalogiste de la cour, et a eu l'honneur de monter dans les carrosses du roi, et de suivre le roi à la chasse le 11 avril 1788.
Des membres de cette famille votent en 1789 aux bailliages de Valognes, Saint-Lô, Carentan, Tinchebray et Falaise.
Régis Valette ne mentionne pas de titre(s) régulier(s) pour cette famille. Il fait remonter la filiation suivie à 1403. Arnaud Clement retient la même date.

## Personnalités

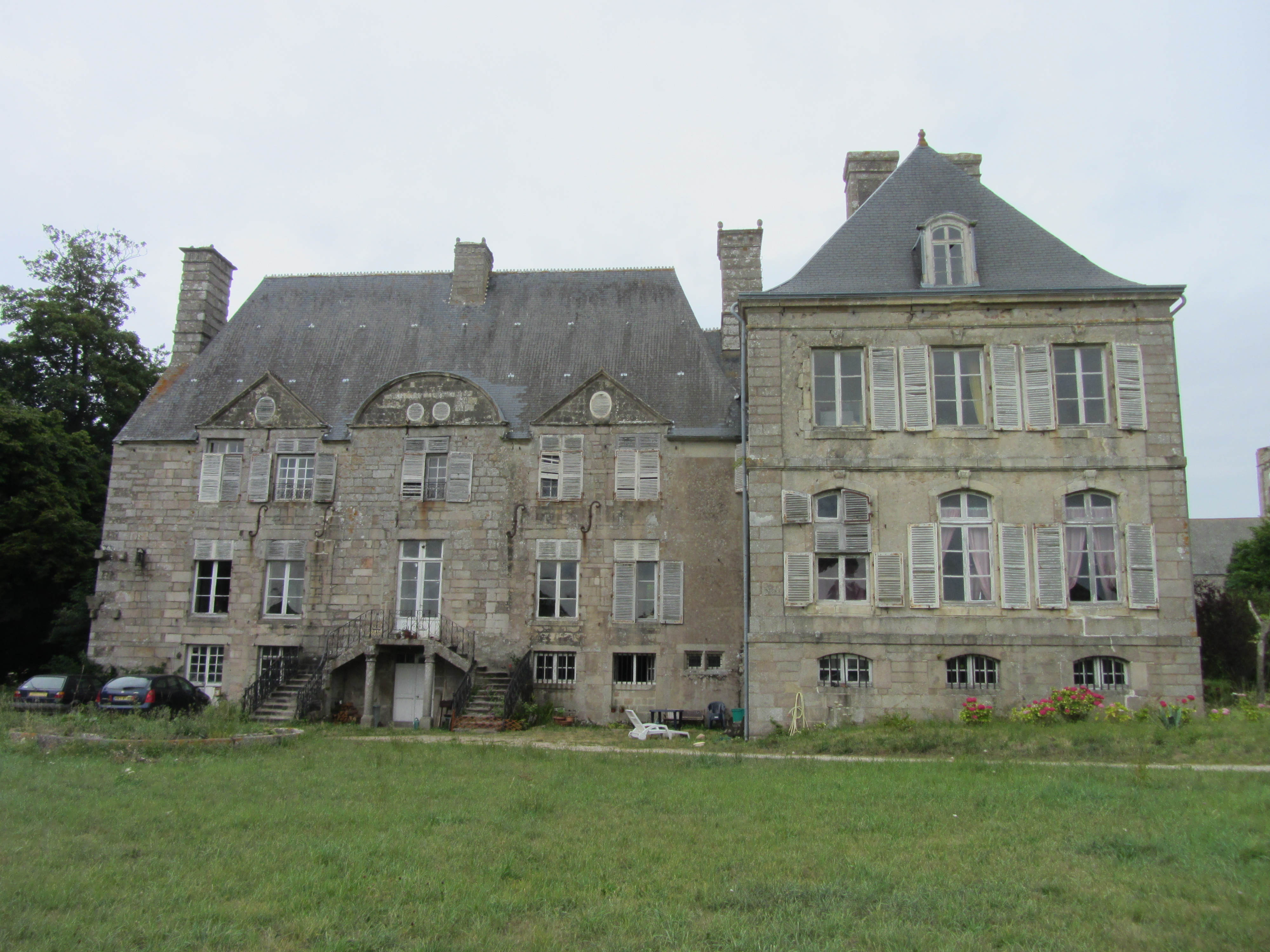
Château de Réville, résidence de la famille du Parc.

- Constantin du Parc de Barville (1759-1833), colonel puis maréchal de camp honoraire. Ses trois fils, Maurice, Henri et Louis, et lui-même, arborent en 1814 la cocarde blanche sur la place Louis XV pour aller au devant des alliés[3]
- Henri Charles Timoléon du Parc (1796-1877), député de la Manche (1849-1851). Ses deux filles Pauline et Geneviève, aquarellistes, furent au château de Réville les premières préceptrices du peintre Guillaume Fouace[5].

## Armoiries
- Armes : Ecartelé : aux 1 et 4, d'argent à trois jumelles de gueules, qui est du Parc ; aux 2 et 3, d'or à deux fasces d'azur, accompagnées de neuf merlettes de gueules, quatre, trois, deux ; au franc-canton d'hermine, qui est du Paynel.
- Support : un lion et une aigle
- Devise : Vaincre ou mourir[3]

## Alliances
Les principales alliances de la famille du Parc sont : Danican d'Annebault (1748), de Caillebot la Salle (1788), d'Andigné de Mayneuf (1812), de Montagu (1828), de Blocquel de Wismes (1845), etc.